# Paradise Valley (Alberta)
Paradise Valley è un villaggio del Canada, situato in Alberta, nella divisione No. 10.